# Sunthorn Phu
Sunthorn Phu (thai: สุนทรภู่ RTGS: Sunthonphu), född 26 juni 1786 i Rayong död 1855, är en thailändsk författare.